# الموناکاب
ال-موناکاب یک منطقهٔ مسکونی در یمن است که در استان صنعا واقع شده‌است.